# Liste der Monuments historiques in Sauternes
Die Liste der Monuments historiques in Sauternes führt die Monuments historiques in der französischen Gemeinde Sauternes auf.

## Liste der Bauwerke
| Bezeichnung                  | Beschreibung                  | Standort | Kennzeichnung | Schutzstatus | Datum | Bild           |
| ---------------------------- | ----------------------------- | -------- | ------------- | ------------ | ----- | -------------- |
| Château d’Yquem              | Erbaut ab dem 16. Jahrhundert | (Lage)   | PA33000071    | Inscrit      | 2003  | weitere Bilder |
| Kirche Saint-Pierre-ès-Liens | Erbaut im 12. Jahrhundert     | (Lage)   | PA00083831    | Inscrit      | 1925  | weitere Bilder |